# Estadio Ciudad Evita
El estadio Ciudad Evita es un recinto de fútbol argentino ubicado en Ciudad Evita, al nordeste del partido de La Matanza, en el Gran Buenos Aires, entre la autopista Riccheri y Camino de Cintura. Es propiedad del club Yupanqui.
Cuenta con capacidad para 1000 espectadores y fue inaugurado el 31 de octubre del año 2021, en un partido amistoso frente a la formación del club que participó en el campeonato de 2014.

## Historia
Tiempo después de haberse afiliado a la AFA, Yupanqui disputó sus encuentros por la Primera D en la cancha del club Salvio 80, el predio Delfín Edmundo Benítez, ubicado en el barrio de Lugano I y II, barrio donde el club surgió. El club compitió allí durante los años '80 y '90, hasta la finalización del contrato en 1999. Luego disputó sus encuentros en distintas canchas como las de Argentino de Merlo, Sacachispas y la de su clásico rival, Lugano.
El 24 de marzo de 2018, el club se hizo del predio de 5 hectáreas de Ciudad Evita, lugar que usaría para sus entrenamientos y para iniciar la construcción de su primer estadio en más de 80 años. Debido a su cercanía, disputó sus encuentros por la Primera D en el República de Italia, de Sportivo Italiano.

## Inauguración
El 31 de octubre de 2021 se inauguró el estadio. En el evento estuvieron presente el presidente del club Dante Majoni, el presidente de la AFA, Claudio Chiqui Tapia y directivos de los clubes Liniers y Deportivo Paraguayo. Además de hinchas y vecinos del lugar, participaron representantes del Municipio de La Matanza como Liliana Pintos, presidente del Honorable Concejo Deliberante; Eduardo Espinoza, secretario de Deportes; Franco Torales, secretario de Juventudes y la subsecretaria de Políticas Sanitarias Saludables, Gabriela Pagliano.
El 14 de mayo de 2022, disputó su primer partido oficial, por la segunda fecha del campeonato de Primera D. Alexander Pastrana fue el autor del primer gol oficial, en el empate por 1 a 1 con Juventud Unida. Ese mismo año, Yupanqui también haría historia al consagrarse campeón por primera vez en su historia, ascendiendo por primera vez a la Primera C.